# Перетин прямої і площини

Три можливих випадки перетину прямої і площини:
1. Нема перетину.
2. Перетин в точці.
3. Перетин є прямою.

В аналітичній геометрії, перетин прямої і площини може бути порожньою множиною, точкою, або прямою. Розрізнення цих випадків, і визначення рівнянь для точки і прямої має своє застосування комп'ютерній графіці, плануванні руху, і
виявленні зіткнень.

## Алгебраїчна форма
У векторному представленні, площину можна задати у вигляді набору точок {\displaystyle \mathbf {p} } для яких
{\displaystyle (\mathbf {p} -\mathbf {p_{0}} )\cdot \mathbf {n} =0}
де {\displaystyle \mathbf {n} } — вектор нормалі, що перпендикулярний площині і {\displaystyle \mathbf {p_{0}} } є точкою на площині.
(Це представлення {\displaystyle \mathbf {a} \cdot \mathbf {b} } означає скалярний добуток двох векторів {\displaystyle \mathbf {a} } і {\displaystyle \mathbf {b} }.)
Векторне рівняння прямої є наступним:
{\displaystyle \mathbf {p} =d\mathbf {l} +\mathbf {l_{0}} \quad d\in \mathbb {R} }
де {\displaystyle \mathbf {l} } це вектор, який вказує напрям прямої, {\displaystyle \mathbf {l_{0}} } точка на цій прямій, і {\displaystyle d} це скаляр в дійсній області чисел.
Підставляючи рівняння прямої в рівняння площини, отримуємо
{\displaystyle (d\mathbf {l} +\mathbf {l_{0}} -\mathbf {p_{0}} )\cdot \mathbf {n} =0}
Розкривши дужки, маємо:
{\displaystyle d\mathbf {l} \cdot \mathbf {n} +(\mathbf {l_{0}} -\mathbf {p_{0}} )\cdot \mathbf {n} =0}
І вирішуючи для {\displaystyle d}
{\displaystyle d={(\mathbf {p_{0}} -\mathbf {l_{0}} )\cdot \mathbf {n}  \over \mathbf {l} \cdot \mathbf {n} }.}
Якщо {\displaystyle \mathbf {l} \cdot \mathbf {n} =0} пряма і площина є паралельними. Матимемо два випадки: якщо {\displaystyle (\mathbf {p_{0}} -\mathbf {l_{0}} )\cdot \mathbf {n} =0} пряма знаходиться на площині, що означає, що пряма перетинає площину в кожній точці прямої. В іншому випадку, пряма і площина не мають перетину.
Якщо {\displaystyle \mathbf {l} \cdot \mathbf {n} \neq 0} існує єдина точка перетину. Значення {\displaystyle d} можна розрахувати і точку перетину можна визначити наступним чином:
{\displaystyle d\mathbf {l} +\mathbf {l_{0}} }.

## Параметрична форма

Перетин прямої і площини.

Пряма описується всіма точками на прямій і напрямом від конкретної точки. Таким чином будь-яка довільна точка на прямій може бути задана наступним чином
{\displaystyle \mathbf {l} _{a}+(\mathbf {l} _{b}-\mathbf {l} _{a})t,\quad t\in \mathbb {R} }
де {\displaystyle \mathbf {l} _{a}=(x_{a},y_{a},z_{a})} and {\displaystyle \mathbf {l} _{b}=(x_{b},y_{b},z_{b})}
є двома різними точками на прямій.
Таким же чином будь-яка довільна точка на площині може бути представлена як:
{\displaystyle \mathbf {p} _{0}+(\mathbf {p} _{1}-\mathbf {p} _{0})u+(\mathbf {p} _{2}-\mathbf {p} _{0})v,\quad u,v\in \mathbb {R} }
де {\displaystyle \mathbf {p} _{k}=(x_{k},y_{k},z_{k})},
{\displaystyle k=0,1,2} це три точки на площині, які не є колінеарними.
Точка, в якій пряма перетинає площину, таким чином описується рівнянням в якому точка на прямій дорівнює точці на площині, і задається наступним параметричним рівнянням:
{\displaystyle \mathbf {l} _{a}+(\mathbf {l} _{b}-\mathbf {l} _{a})t=\mathbf {p} _{0}+(\mathbf {p} _{1}-\mathbf {p} _{0})u+(\mathbf {p} _{2}-\mathbf {p} _{0})v}
Це можна записати як
{\displaystyle \mathbf {l} _{a}-\mathbf {p} _{0}=(\mathbf {l} _{a}-\mathbf {l} _{b})t+(\mathbf {p} _{1}-\mathbf {p} _{0})u+(\mathbf {p} _{2}-\mathbf {p} _{0})v,}
що можна представити в матричній формі, як:
{\displaystyle {\begin{bmatrix}x_{a}-x_{0}\\y_{a}-y_{0}\\z_{a}-z_{0}\end{bmatrix}}={\begin{bmatrix}x_{a}-x_{b}&x_{1}-x_{0}&x_{2}-x_{0}\\y_{a}-y_{b}&y_{1}-y_{0}&y_{2}-y_{0}\\z_{a}-z_{b}&z_{1}-z_{0}&z_{2}-z_{0}\end{bmatrix}}{\begin{bmatrix}t\\u\\v\end{bmatrix}}}
Точка перетину буде дорівнювати наступному:
{\displaystyle \mathbf {l} _{a}+(\mathbf {l} _{b}-\mathbf {l} _{a})t}
Якщо лінія паралельна площині тоді вектори {\displaystyle \mathbf {l} _{b}-\mathbf {l} _{a}}, {\displaystyle \mathbf {p} _{1}-\mathbf {p} _{0}}, і {\displaystyle \mathbf {p} _{2}-\mathbf {p} _{0}} будуть лінійно залежними
і матриця буде виродженою. Ця ситуація також виникає, коли пряма знаходиться на площині.
Якщо рішення задовольняє умову {\displaystyle t\in [0,1],}, тоді точка перетину знаходиться на прямій між {\displaystyle \mathbf {l} _{a}} і {\displaystyle \mathbf {l} _{b}}.
Якщо рішення задовольняє
{\displaystyle u,v\in [0,1],\;\;\;(u+v)\leq 1,}
тоді точка перетину знаходиться на площині в межах трикутника, що заданий трьома точками {\displaystyle \mathbf {p} _{0}}, {\displaystyle \mathbf {p} _{1}} і {\displaystyle \mathbf {p} _{2}}.
Ця задача зазвичай вирішується у матричній формі, і за допомогою інверсії отриманої матриці:
{\displaystyle {\begin{bmatrix}t\\u\\v\end{bmatrix}}={\begin{bmatrix}x_{a}-x_{b}&x_{1}-x_{0}&x_{2}-x_{0}\\y_{a}-y_{b}&y_{1}-y_{0}&y_{2}-y_{0}\\z_{a}-z_{b}&z_{1}-z_{0}&z_{2}-z_{0}\end{bmatrix}}^{-1}{\begin{bmatrix}x_{a}-x_{0}\\y_{a}-y_{0}\\z_{a}-z_{0}\end{bmatrix}}.}